# Acantholimon goeksunicum
Acantholimon goeksunicum är en triftväxtart som beskrevs av Doan och Akaydn. Acantholimon goeksunicum ingår i släktet Acantholimon och familjen triftväxter. Inga underarter finns listade i Catalogue of Life.